# Swietacz (przystanek kolejowy)
Swietacz (biał. Светач; ros. Светоч) – przystanek kolejowy i mijanka w miejscowości Homel, w obwodzie homelskim, na Białorusi. Leży na linii Homel - Żłobin - Mińsk.
Przystanek posiada trzy perony. Dwa z nich zlokalizowane są przy linii Homel – Żłobin, a jeden przy odcinku biegnącym do stacji Soż.